# Икенем (станция метро)
«Икенем» (англ. Ickenham) — станция лондонского метро. На станции останавливаются поезда двух линий метро: «Метрополитен» и «Пикадилли». Относится к 6-й тарифной зоне.

## Галерея

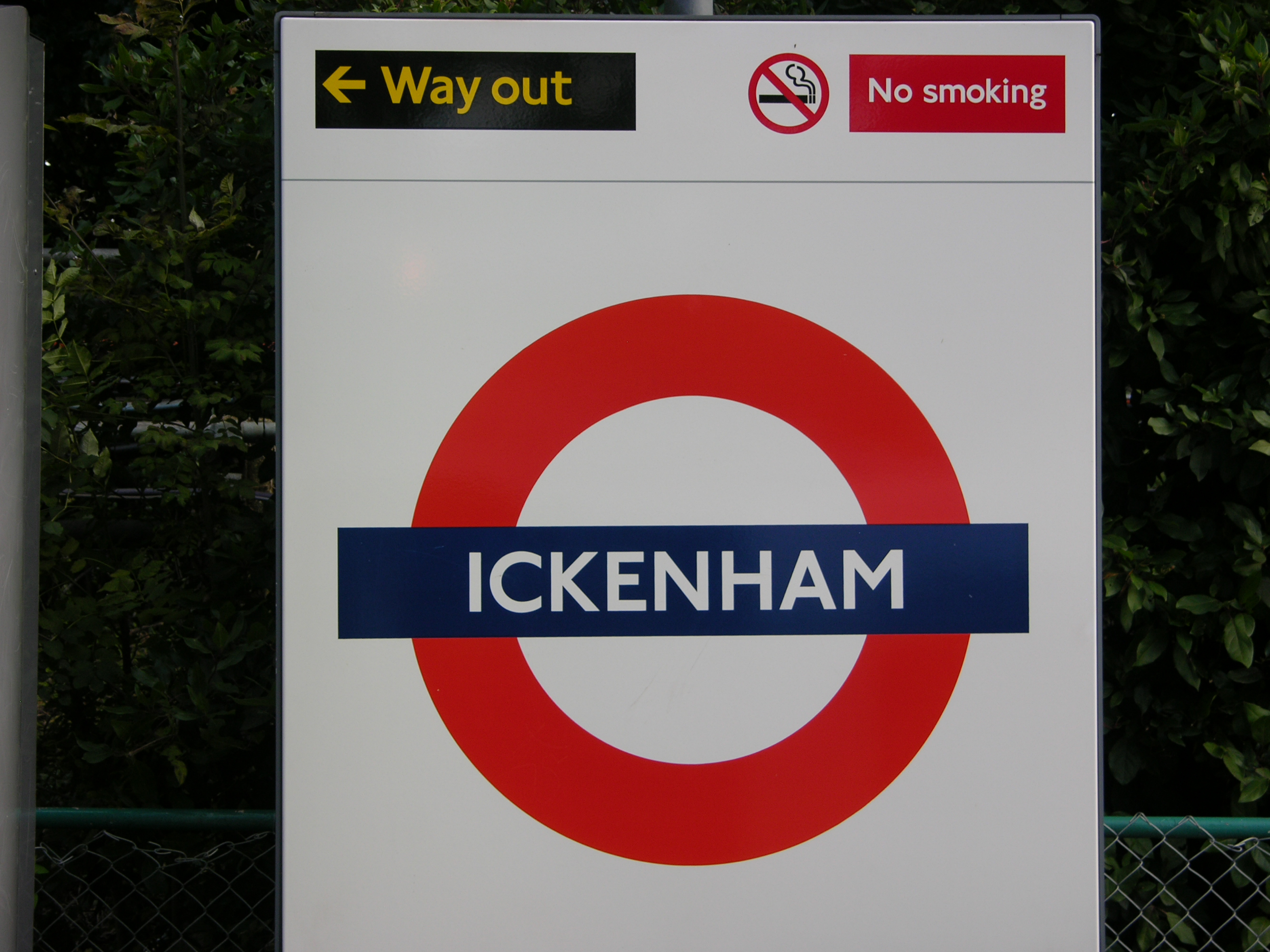
Рондель
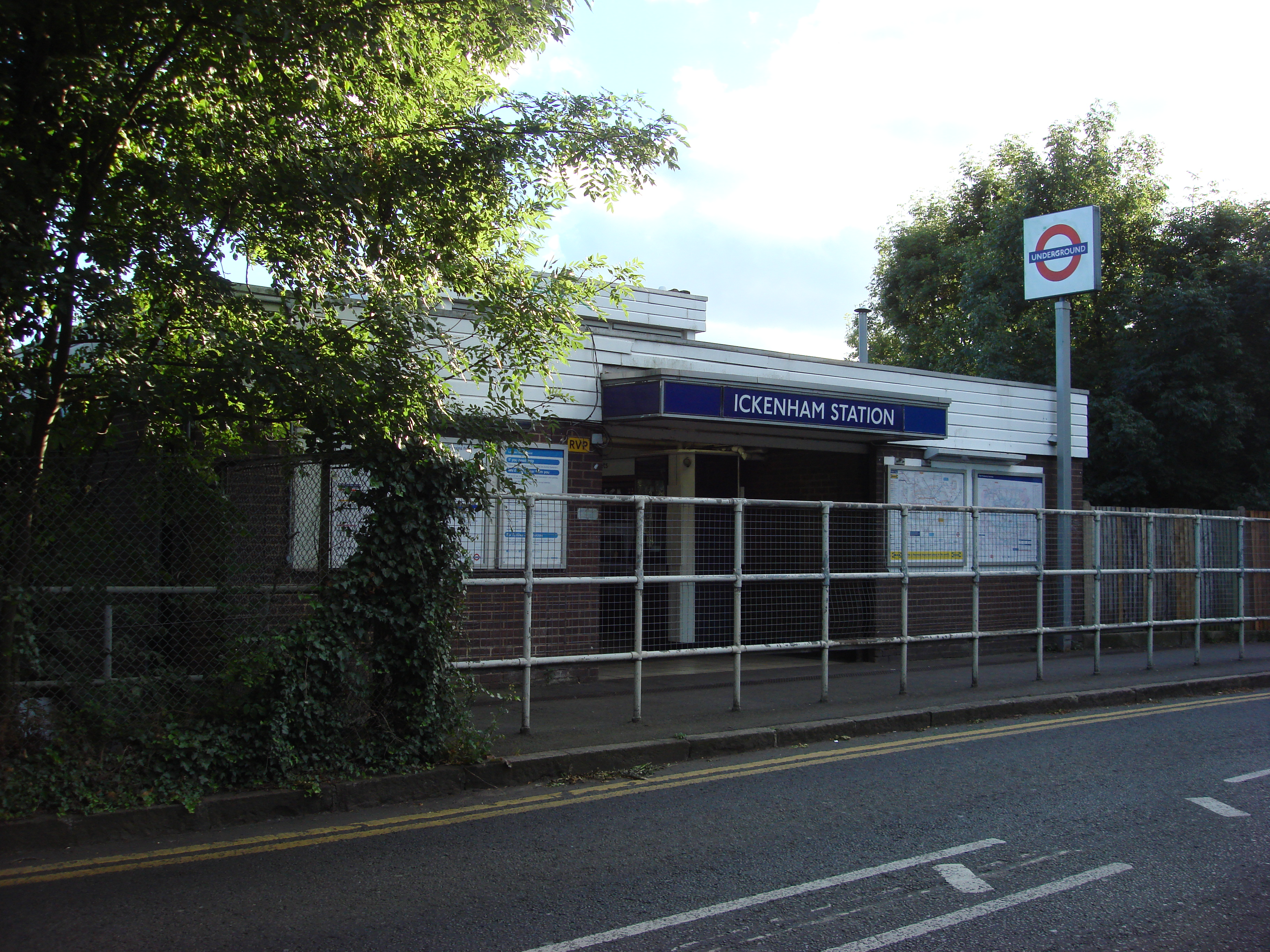
Здание станции
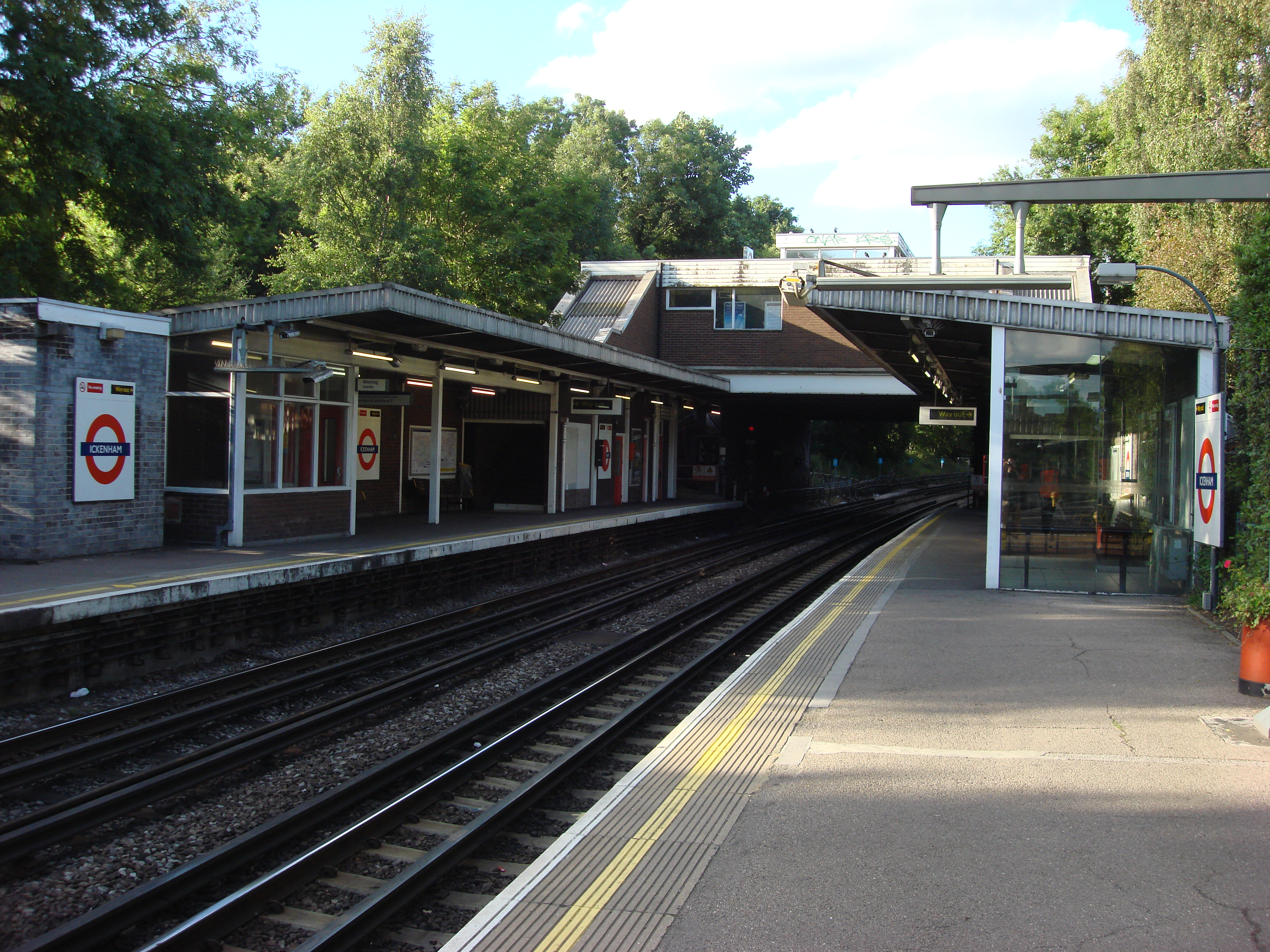
Платформа
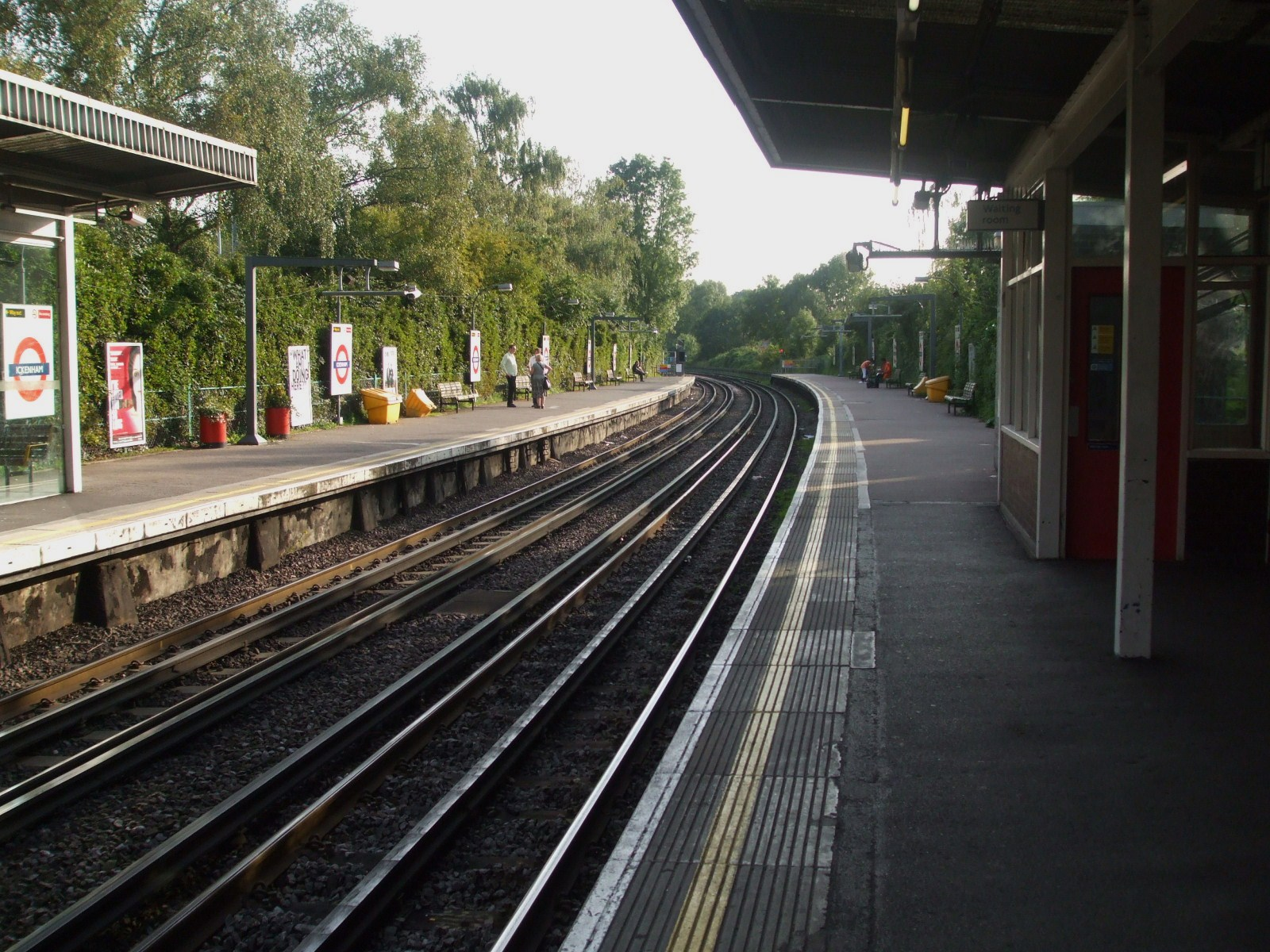
Платформа